# 기이카미야역
기이카미야역(일본어: 紀伊神谷駅)은 일본 와카야마현 이토군 고야정에 위치한 난카이 전기 철도 고야 선의 철도역이다. 역 번호는 NK 85이며, 섬식 승강장 1면 2선의 구조를 갖춘 지상역이다.

## 타는 곳
| (역사 측) | 고야 선 | 하행 | 고야산 방면          |
| (반대 측) | 고야 선 | 상행 | 하시모토 · 난바 방면 |

## 이용 현황
| 연도 | 1일 평균 하차 인원 |
| ---- | ------------------ |
| 1980 | 85                 |
| 1985 | 68                 |
| 1990 | 52                 |
| 1995 | 69                 |
| 2000 | 58                 |
| 2001 | 46                 |
| 2002 | 39                 |
| 2003 | 33                 |
| 2004 | 29                 |
| 2005 | 26                 |
| 2006 | 24                 |
| 2007 | 23                 |
| 2008 | 21                 |
| 2009 | 20                 |
| 2010 | 19                 |
| 2011 | 16                 |
| 2012 | 13                 |
| 2013 | 11                 |
| 2014 | 14                 |
| 2015 | 11                 |

## 역사
- 1928년 6월 18일 : 고야산 전기 철도의 산 쪽 종착역인 가미야역이 개업.
- 1929년 2월 21일 : 당 역 - 고쿠라쿠바시 역 간 개업에 의해, 종착역에서 중간역으로 전환.
- 1930년 3월 1일 : 기이카미야역으로 개칭.
- 1947년 3월 15일 : 사명 변경에 의해, 난카이 전기 철도의 역이 됨.
- 2000년 10월 : 역 업무를 자회사인 난카이 빌딩 서비스에 위탁.
- 2009년 2월 6일 : 기이시미즈 역, 가무로 역, 구도야마 역, 고야시타 역, 시모코사와 역, 가미코사와 역, 기이호소카와 역, 고쿠라쿠바시 역, 고야산 역, 기노카와 교량, 뉴가와 교량, 고사쿠 선 등과 함께 근대화 산업 유산으로 지정됨.

## 인접 역
| 난카이 전기철도 고야 선                   | 난카이 전기철도 고야 선 | 난카이 전기철도 고야 선              |
| ----------------------------------------- | ----------------------- | ------------------------------------ |
| NK 84 기이호소카와 난바 · 시오미바시 방면 | 고야 선                 | 고쿠라쿠바시 NK 86 고쿠라쿠바시 방면 |